# Licinianus
Licinianus was een cognomen en agnomen in het Romeinse Rijk.

## Bekende dragers
- Marcus Porcius Cato Licinianus, zoon van Cato de Oude
- Iulius Valens Licinianus, Romeins tegenkeizer (250)
- Valerius Licinianus Licinius, keizer van Rome (308-324)
- Valerius Licinianus Licinius, onderkeizer van Rome (317-324)